# مضاد صداع نصفي

زولميتريبتان, دواء شائع مضاد للصداع النصفي

الدواء المضاد للصداع النصفي (بالإنجليزية: antimigraine drug)‏ هو دواء يستخدم لتقليل حدة أعراض الصداع أو علاجه في حالات الصداع النصفي.
تشمل هذه الأدوية مجموعة التريبتانات مثل زولميتريبتان وقلويدات الإرغولين مثل ميثيسرجيد.
الأدوية المضادة للصداع النصفي تصنف تحت الصنف (N02C) في نظام التصنيف الكيميائي العلاجي التشريحي.